# Pristimantis vilarsi
Eleutherodactylus viejas là một loài động vật lưỡng cư trong họ Strabomantidae, thuộc bộ Anura. Loài này được Melin mô tả khoa học đầu tiên năm 1941.